# Станиславівський окружний суд
Станиславівський окружний суд (пол. Sąd Obwodowy w Stanisławowie), або Окружний суд у Станиславові (нім. Kreisgericht Stanislau) — цісарсько-королівський апеляційний суд у Станиславові, в австрійській коронній землі Галичини і Володимирії. Розпочав свою діяльність 29 вересня 1855 року. Підпорядковувався Апеляційному суду у Львові, який, у свою чергу, підлягав Найвищому суду у Відні. До Станиславівського судового округу належали Станиславівський, Калуський, Надвірнянський і Тлумацький повіти.

## Історія

### Історія установи
Спираючись на засади конституцій 1848 і 1849 рр., в Австрійській імперії було проведено реорганізацію правосуддя. Спершу в червні 1849 року імператор Франц Йосиф I схвалив загальні принципи судоустрою в коронних землях, після чого міністр юстиції Антон Шмерлінг доручив розробити плани з організації судочинства коронних земель. Пропозиції Шмерлінга передбачали для Королівства Галичини та Володимирії встановлення трьох вищих земельних судів, вісьмох земельних судів і 168 повітових судів, при чому у місті Станиславові мав бути і вищий земельний, і земельний суд. 6 листопада 1850 р. ці плани затвердив цісарський указ. Цією реорганізацією ліквідовували як монарші, так і патримоніальні суди, проте органи влади в 1854 році визначили створення десятьох судів першої інстанції в коронному краї Королівство Галичини і Володимирії. На Львівській адміністративній території (Східна Галичина) було, таким чином, засновано земельний суд у Львові та підлеглі йому окружні суди в Перемишлі, Золочеві, Самборі, Тернополі і Станиславові.
Нинішній український Івано-Франківськ теж має окружний суд.

### Історія приміщення
Упродовж перших п'ятьох десятиліть суд не мав повноцінного приміщення для судових засідань, а справи слухали у різних, часом погано пристосованих до цього приміщеннях, хоча у місті існували вже суди двох інстанцій — повітовий (місцевий) і окружний (апеляційний). Лише 1903 року Міністерство внутрішніх справ Австро-Угорщини заповзялося спорудити будівлю окружного суду та нової в'язниці в Станиславові, призначивши аукціон для підрядних фірм на 18 грудня 1906 року. Будівництво головного корпусу Окружного суду на вулиці Білінського було завершено в жовтні 1911 р. Перший поверх будівлі займав повітовий суд, вище містилися окружний суд і прокуратура.
Після розпаду Габсбурзької монархії Станиславів залишався важливим центром судочинства. Коли місто стало столицею Західноукраїнської Народної Республіки, у будинку колишнього австрійського окружного суду, окрім самого суду, розмістилося також Державне секретарство (тобто міністерство) освіти і віросповідань. Коли ж Станиславів потрапив під владу Польської Республіки, саме у цьому приміщенні слухали першу судову справу проти молодого Степана Бандери, звинуваченого в тому, що він під час віча у Старому Угринові з нагоди 10-ї річниці Листопадового Зриву розповсюджував листівки із закликом боротися за волю України зі зброєю в руках (Бандеру тоді випустили за браком доказів). Після приєднання Західної України до СРСР у судових кабінетах розташувалося обласне управління НКВС. Тут, зокрема, допитували батька провідника ОУН о. Андрія Бандеру.
У часи нацистської окупації протягом німецько-радянської війни місто було осередком різних судових інстанцій, а в колишньому суді розмістилося гестапо, яке після війни замінили обласні підрозділи МВС і КДБ (вулиця, де міститься будівля суду, в радянський час логічно носила назву Чекістів). У 1990 році — з перейменуванням вулиці на честь академіка Сахарова — в історичному будинку правосуддя Станиславова розташувалися силові структури незалежної України: обласне управління міліції (нині — Національної поліції) та СБУ, а колишня тюрма нині є слідчим ізолятором.

## Компетенція
Суди першої інстанції в Галичині і Володимирії, тобто земельні суди і окружні суди, створювалися як органи оскарження рішень повітових органів влади. До їхнього кола повноважень входили і функції повітових судів, причому і земельні, і окружні суди, як і у випадку з окружним судом Станіслава, могли віддати підсудні повітовим судам справи саме повітовим судам. З цією метою було створено і повітовий суд Станіслава, який розпочав роботу одночасно з окружним судом Станіслава.
Окружний суд Станіслава спочатку був судом першої інстанції для Станиславівського і Коломийського округів і служив господарським судом для цих двох адімінстративно-територіяальних одиниць. Він також вирішував цивільні та карні справи у Станиславівському повіті. Крім того, він діяв як гірничий суд для Станиславівського, Коломийського, Чортківського, Тернопільського, Золочівського і Бережанського округів. Окрім усього іншого, його судді ставали слідчими суддями у випадках злочинів чи правопорушень у Станиславівському, Галицькому та Богородчанському повітах.